# James Ferraro
James Ferraro é um músico experimental, compositor e produtor de música eletrônica estadunidense nascido na cidade de Rochester, New York, autor do álbum Far Side Virtual, lançado pela gravadora Hippos in Tanks em 2011. Tal álbum foi escolhido como Álbum do Ano pela revista britânica Wire Magazine. Ferraro tem lançado material sob uma vasta gama de pseudônimos, além de ter sido membro do projeto vanguardista The Skaters, juntamente com Spencer Clark.
Seu trabalho trata-se principalmente de ideias do consumismo, Nova Iorque após o 11 de setembro, bem como o estado de hipnagogia e a contracultura do lo-fi.